# Ministerská vyhlídka
Ministerská vyhlídka se nachází u vsi Kaňkov, asi 30 minut chůze od silnice z Bíliny na Braňany (okres Most, Ústecký kraj). Umožňuje výhled na celý Lom Bílina, v období po dešti, kdy dojde k usazení prachu z lomu, je vidět na druhý konec vzdálený několik kilometrů. Z vyhlídky je možné pozorovat práce v lomu, stejně jako přesun vytěženého hnědého uhlí do nedaleké elektrárny Ledvice. Vyhlídka není od roku 2013 pro veřejnost přístupná. Vyhlídka samotná i přístup na okraj lomu, je nově oddělen zdí z betonových panelů. Zeď se táhne téměř kolem celé délky lomu až do Bíliny a i na druhou stranu, směrem k Mostu. Vyhlídka je tak nyní dostupná pouze ze samotného prostoru dolu, kam ovšem veřejnosti není přístup běžně povolen.

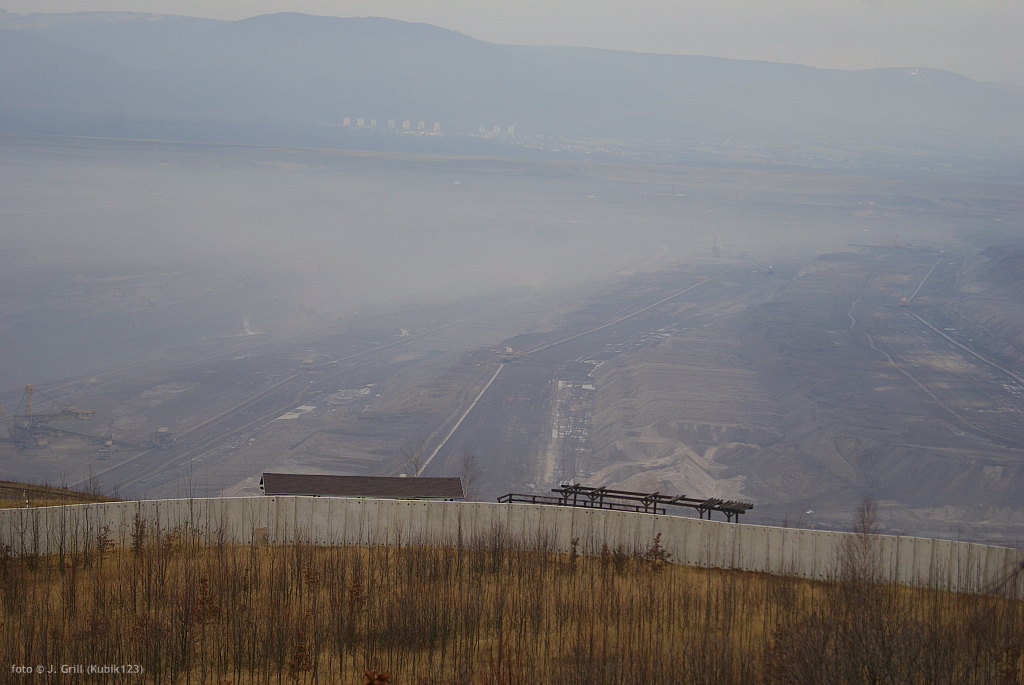
Ministerská vyhlídka a lom Bilina. Pohled od zrekultivované výsypky u Kaňkova.Od roku 2013, je vyhlídka i zbytek lomu oddělen zdí. foto: leden 2014